# Riu Guadalhorce
El Guadalhorce és un riu de l'est d'Andalusia, el principal de la província de Màlaga i de la conca hidrogràfica del sud. Neix al port de Los Alazores, a la Sierra de Alhama (Granada), drena la depressió d'Antequera i desemboca a l'oest de la ciutat de Màlaga. Té un curs de 166 km i un cabal anual de 8 m³/s.
En el seu decurs ha format les gorges de Los Gaitanes, declarat parc natural, un congost natural de 7 km de longitud que separa la foia de Màlaga i la depressió d'Antequera. El darrer tram del seu recorregut s'anomena Valle del Guadalhorce i constitueix una comarca o mancomunitat de municipis, que inclou Alhaurín el Grande, Alhaurín de la Torre, Almogía, Álora, Cártama, Coín, Pizarra i Valle de Abdalajís.
Els afluents principals són el Pereilas, el Río Grande, l'Arroyo El Valle, el Nacimiento, el Turón, el Caballos, el Guadalteba, el Campanillas, l'Arroyo Marín i l'Arroyo del Quinto.